# Telecomunicazioni satellitari

Un satellite per telecomunicazioni in orbita con i pannelli solari di alimentazione

Le telecomunicazioni satellitari sono una forma di telecomunicazioni wireless a radiofrequenza per la comunicazione a distanza di informazione attraverso collegamenti radio satellitari fra stazioni ricetrasmittenti a terra e satelliti artificiali in orbita sotto forma di ponti radio satellitari, radiodiffusioni, telediffusioni, reti di telecomunicazioni e sistemi di radiolocalizzazione e navigazione. 
Questi sistemi, resi possibili dalla nascita e dallo sviluppo delle tecnologie di lancio (vedi razzo) a partire dalla seconda metà del XX secolo, rappresentano spesso l'unica soluzione applicabile in mancanza di infrastrutture terrestri o di difficile dislocazione e dal costo complessivo inferiore rispetto alla realizzazione di sistemi di comunicazione terrestri equivalenti, trovando oggi ampia applicazione nel campo delle telecomunicazioni (telefonia, televisione e telematica), nella navigazione marittima, aerea e terrestre, nel telerilevamento e in campo militare.

## Storia

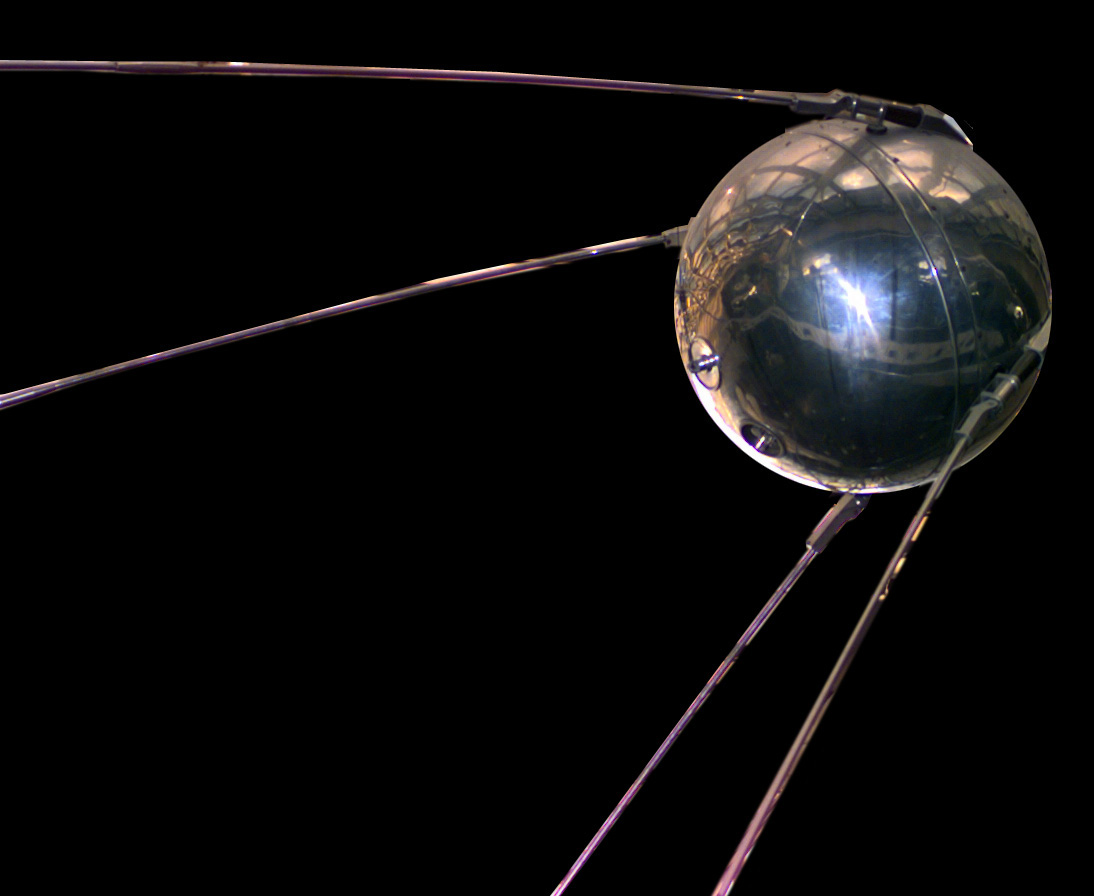
Lo Sputnik 1

Lo scrittore Arthur C. Clarke (co-sceneggiatore del film di Stanley Kubrick 2001: Odissea nello spazio) viene notoriamente indicato come l'ideatore dei sistemi satellitari cosiddetti geostazionari; infatti, in un articolo scientifico del 1945 intitolato Extra-Terrestrial Relays, Clarke scrisse che un satellite artificiale in orbita equatoriale circolare con un raggio di circa 42424 km (dal centro della Terra) avrebbe una velocità angolare esattamente pari a quella del pianeta, rimanendo quindi relativamente immobile nel cielo rispetto al suolo e divenendo così un possibile ponte radio tra due punti dell'emisfero visibili dal satellite. Inoltre, tre satelliti spaziati di 120° potrebbero (con qualche sovrapposizione) coprire l'intera circonferenza del pianeta; in questo caso i messaggi potrebbero essere anche scambiati tra i satelliti (inter-satellite link), o attraverso un doppio hop a terra, rendendo possibile una comunicazione diretta tra due qualsiasi punti del globo.

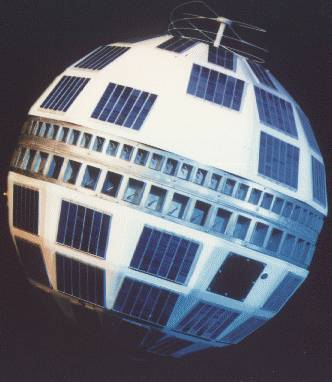
Telstar

L'idea di Clarke è incredibilmente innovativa se si pensa che il lancio dello Sputnik da parte dell'Unione Sovietica avvenne solo nel 1957; in quel caso inoltre si disponeva di una tecnologia missilistica sufficiente solamente per portare il satellite in un'orbita bassa. Così fu per i primi satelliti per le telecomunicazioni, che furono: il Project SCORE (1958), l'ECHO 1 (1960), il Courier 1B (1960) e il Telstar (1962). Non si riuscirà a raggiungere un'orbita sincrona prima del 1963. La serie Syncom fu il primo sistema di comunicazione satellitare geostazionario ed iniziò nel 1963, poco meno di 20 anni dopo la concezione dell'idea da parte di Clarke. Syncom I fallì nella fase di lancio, ma Syncom II e III vennero messi in orbita con successo il 26 luglio 1963 e il 19 luglio 1964 rispettivamente (con lo sforzo della NASA e del Dipartimento della Difesa).
Il primo satellite geostazionario commerciale fu Intelsat I, sviluppato da Comsat per Intelsat (1965-1969). Dato che i satelliti in orbita geostazionaria non sono adatti per i siti posti nelle regioni polari, nel 1965 l'Unione Sovietica lanciò in orbita il primo dei satelliti Molniya, posti in un'orbita ellittica particolare; inizialmente questi satelliti furono usati per le comunicazioni militari e in seguito anche per trasmissioni televisive. Le prime comunicazioni regolari tra Stati Uniti ed Europa iniziarono il 28 giugno 1965, data di nascita delle comunicazioni satellitari commerciali. Nel 1979 venne fondato il sistema di comunicazioni INMARSAT, destinato alle comunicazioni marittime.
Tramite i satelliti verrà gestita l'intera difesa militare secondo quanto previsti dai protocolli di Internet 2, che per questi usi hanno dovuto risolvere ai problemi di robustezza e sicurezza del TCP attuale. Tramite il mezzo satellitare già passano criptate gran parte delle transazioni commerciali statunitensi.

## Descrizione

Copertura satellitare (costellazione) di Inmarsat

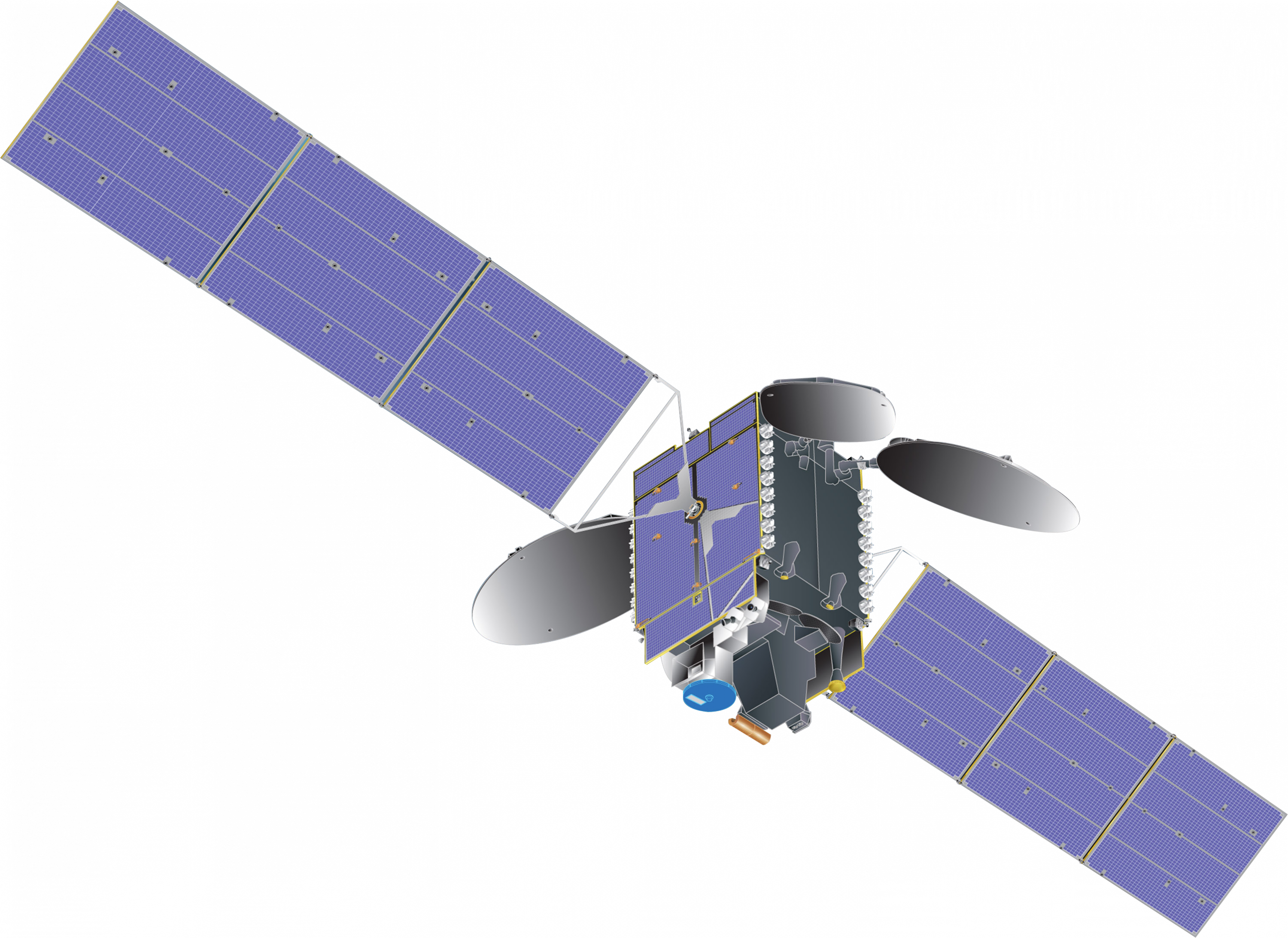
Satellite per telecomunicazioni

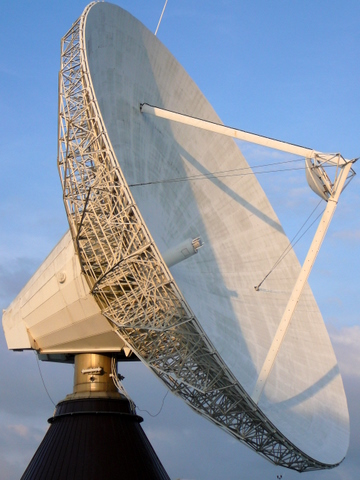
Antenna parabolica satellitare per comunicazioni con i satelliti artificiali in orbita

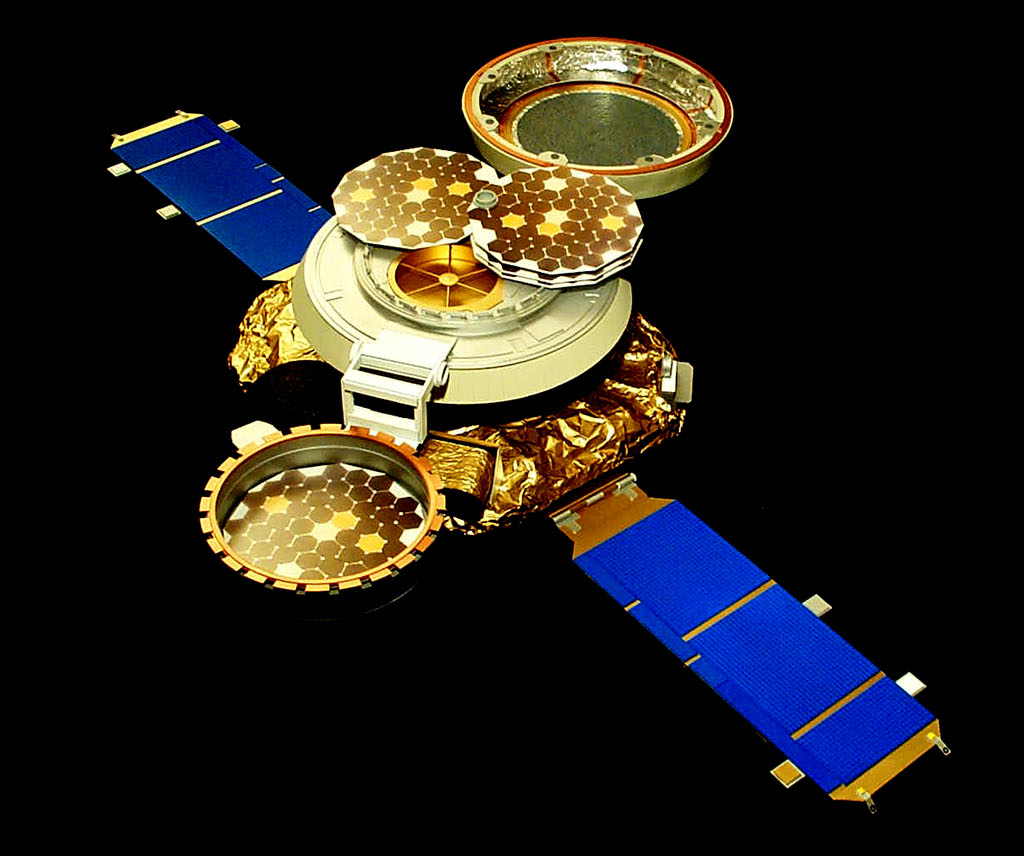
Sonda spaziale

### Vantaggi e svantaggi
Reti satellitari possono essere dunque sistemi di radiocomunicazione a supporto delle reti terrestri sotto forma di integrazione nei servizi di copertura (es. ponti radio intercontinentali) oppure ridondanza trasmissiva nella rete di trasporto utile in caso di necessità (maggiore capacità trasmissiva richiesta, malfunzionamenti, guasti) ad esempio in conseguenza ad eventi quali disastri naturali che possono occorrere sulla superficie terrestre minandone le rispettive infrastrutture terrestri di comunicazioni.
Negli anni novanta, l'uso commerciale e il futuro militare dei satelliti hanno portato gli esperti di telecomunicazioni a sopravvalutarne le potenzialità e a ritenerlo il mezzo del futuro a discapito della fibra ottica. Negli anni '90, invece, è stata posta nel mondo una quantità di fibra ottica pari a 10 000 volte il diametro della Terra, mentre il satellite è stato rilasciato a TV satellitari minori e a costi di connessione scesi verticalmente. Nell'ultimo decennio si è pensato di utilizzare il satellite come servizio a banda larga. Bisogna però tenere conto del fatto che i satelliti geostazionari introducono almeno 250 ms di latenza nella comunicazione. I satelliti INTELSAT già avevano una latenza per il traffico voce (a 4 kHz) molto alta, per cui si preferirono i molto più costosi cavi sottomarini come collegamento per le chiamate intercontinentali.
La quantità di banda del servizio Internet via satellite può essere maggiore di una connessione ADSL, ma ha un costo più elevato; data la latenza non trascurabile, può essere importante utilizzare la giusta tecnologia a seconda delle necessità. Con il termine "ADSL satellitare" sono spesso state identificate differenti tecnologie che poco hanno in comune tra loro. Paragonando la connessione via cavo a quella via satellite, per comunicazioni punto-punto (point to point) è tipicamente più conveniente il primo. Ci sono eccezioni che dipendono dal numero dei punti da connettere e dalla tipologia di traffico richiesto.
Il satellite rimane però imbattibile in tutte le applicazioni di tipo broadcast, cioè tutte quelle applicazioni per le quali occorre inviare gli stessi dati a molti ricevitori, molto più rispetto al broadcast dei sistemi terrestri (radiodiffusione e telediffusione terrestre). La sua scalabilità, rispetto alla rete terrestre, è semplicemente non paragonabile. Sia che si tratti di inviare lo stesso flusso audio/video (es. per applicazioni di formazione a distanza in tempo reale) o lo stesso file a un gran numero di stazioni riceventi, il satellite è in grado, a costi praticamente indipendenti dal numero di postazioni, di servire tutti i destinatari con la stessa qualità. Questo enorme vantaggio è anche dovuto alla pratica assenza del cosiddetto peering multicast nelle reti terrestri. Se le reti terrestri si scambiassero il traffico multicast, in effetti, la scalabilità di soluzioni terrestri aumenterebbe notevolmente. Al momento però, i fornitori preferiscono tenere il multicast confinato all'interno delle loro reti, con la speranza di ottenerne un vantaggio competitivo legato alla diffusione di contenuti esclusivi (es. eventi sportivi o spettacoli).

### Tipologie di sistemi

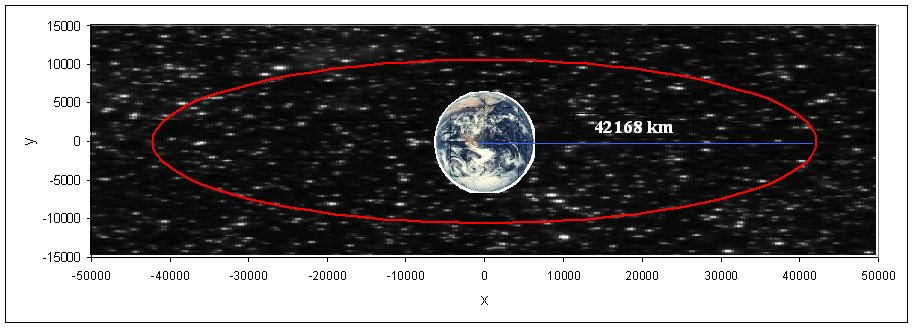
Orbita geostazionaria

Orbita terrestre media

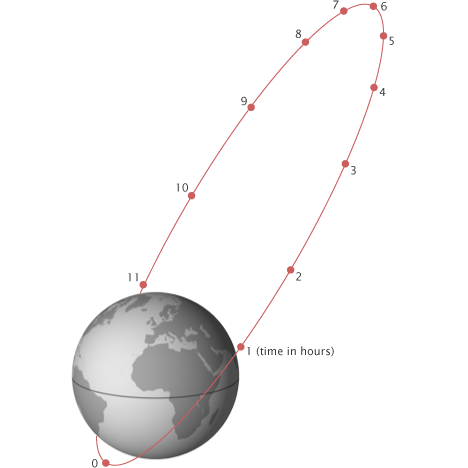
Orbita Molnija

I sistemi satellitari possono essere categorizzati secondo il tipo di orbita e l'altitudine sulla quale vengono collocati:
- Orbita geostazionaria (GEO)
- Orbita terrestre media (MEO)
- Orbita terrestre bassa (LEO)
- Orbita Molnija

Definita una di queste tipologie, restano ancora da specificare alcuni parametri progettuali della costellazione quali:
- numero di satelliti (complessivi e in ciascuna orbita)
- numero di piani orbitali
- inclinazione dei piani orbitali
- spaziatura relativa tra i piani
- distanza angolare tra i satelliti sulla stessa orbita

In generale tanto più si scende di quota di orbita tanto più diminuisce l'efficienza di copertura del satellite ed aumenta quindi il numero di satelliti necessari per coprire con i loro fasci d'antenna il territorio da servire (per via anche del moto del satellite), tanto più diminuisce la potenza trasmissiva necessaria (che si traduce in pannelli solari più piccoli) ed il costo singolo di lancio (in virtù della minor quota e peso), tanto più diminuiscono i tempi di ritardo o latenza dovuti alla propagazione elettromagnetica del segnale e viceversa.
L'insieme di più satelliti artificiali adibiti ad un certo scopo dà vita a una costellazione di satelliti o sistema satellitare. Esempi di sistemi satellitari per le telecomunicazioni sono Iridium, Globalstar, Teledesic, Hot Bird mentre tra i maggiori fornitori satellitari vanno menzionati Intelsat, Eutelsat e Inmarsat.

## Fondamenti di teoria della trasmissione

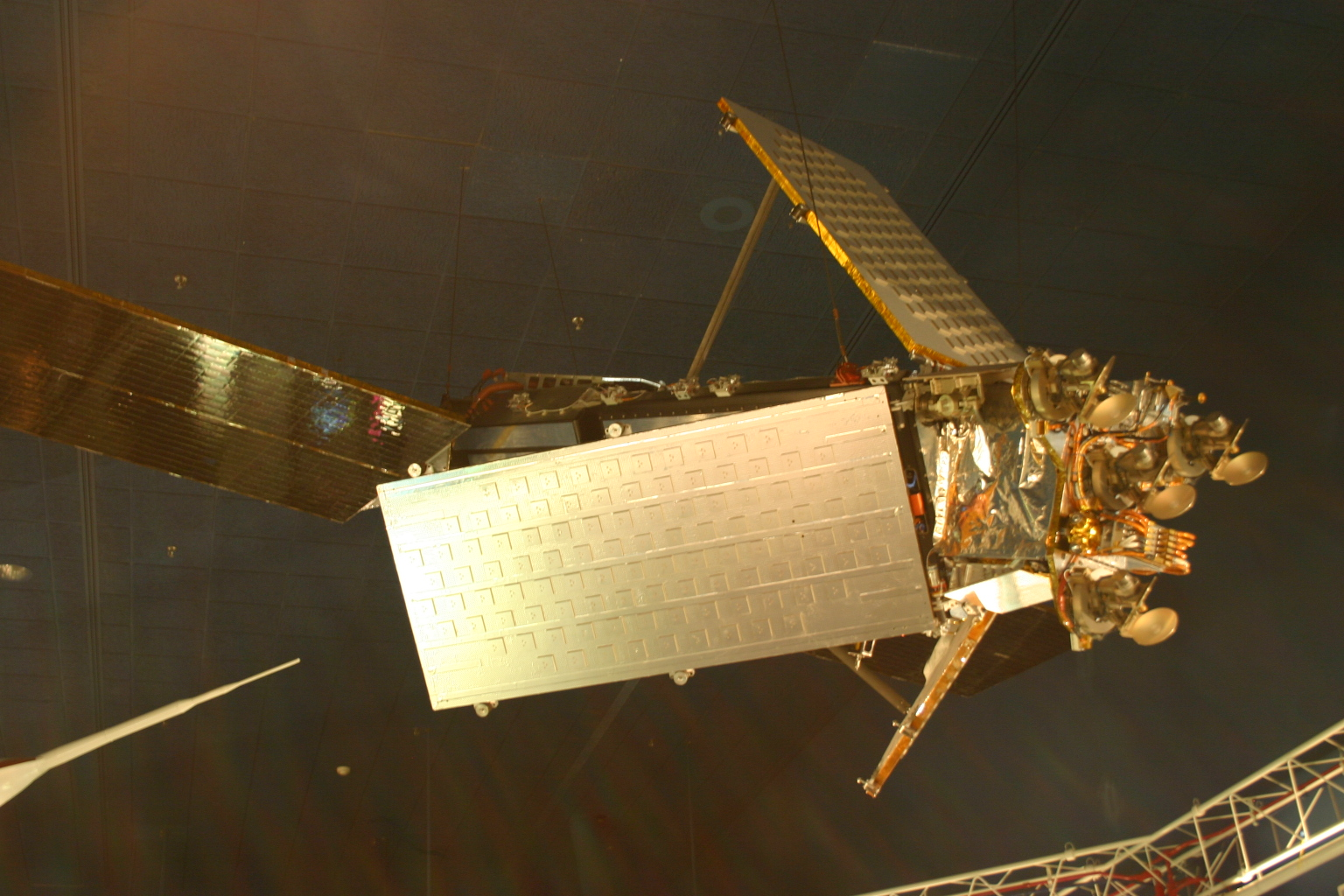
Satellite Iridium

Dal 1947 i satelliti totali in orbita (considerando anche quelli rimasti o divenuti inutilizzati) superano i 25 000.
Sul satellite sono installati molti sistemi, alcuni dei quali servono al funzionamento del satellite stesso (batterie, propulsori, pannelli solari, sistema di controllo della navigazione, telemetria, sistema di controllo termico).
Questi sistemi sono controllati dalla Terra attraverso un canale della banda trasmessa. Il resto di quest'ultima è per lo più destinato al carico utile, "payload", ossia il traffico di dati richiesto che rende necessario l'utilizzo di questo collegamento.
- Il satellite è anche equipaggiato con una o più antenne
- unità di ricevitori e trasmettitori (che prendono il nome di transponder) che telecomunicano con la superficie terrestre e/o le stazioni di controllo/smistamento a terra.
- calcolatori elettronici nel caso in cui il satellite disponga di un sistema di elaborazione dati a bordo (on-board processing)

I segnali trasmessi sono modulati su una portante da e verso il satellite. In generale le tipologie di sistemi satellitari per telecomunicazioni si differenziano tra loro nelle loro caratteristiche tecniche in base all'applicazione o destinazione d'uso (es. broadcasting, telefonia satellitare, internet satellitare, sistemi di radiolocalizzazione e radionavigazione).

### Frequenze
L'uso di una particolare frequenza di trasmissione dipende dall'applicazione di un dato sistema. La gamma di frequenze si estende dalla banda P alla banda Ka e oltre:
- banda P (0,2–1 GHz)
- banda L (1–2 GHz)
- banda C (4–8 GHz)
- banda Ku (12–18 GHz)
- banda Ka (26,5–40 GHz)

Come regola, si può pensare che più alta è la frequenza e più estesa deve essere la banda su cui si trasmette e la capacità del collegamento. Inoltre, più la frequenza è alta e più alta sarà l'attenuazione indotta dall'atmosfera e il rumore che si sommerà al segnale (questo richiede una potenza più alta, dunque più energia, per poter equilibrare il rapporto segnale/rumore). Tuttavia usare frequenze alte fornisce il vantaggio di avere guadagni di antenna più elevati che permettono di ridurre le dimensioni della antenne stesse, sebbene questo renda il puntamento più difficile per via della maggiore direzionalità del fascio trasmissivo.

### Antenne

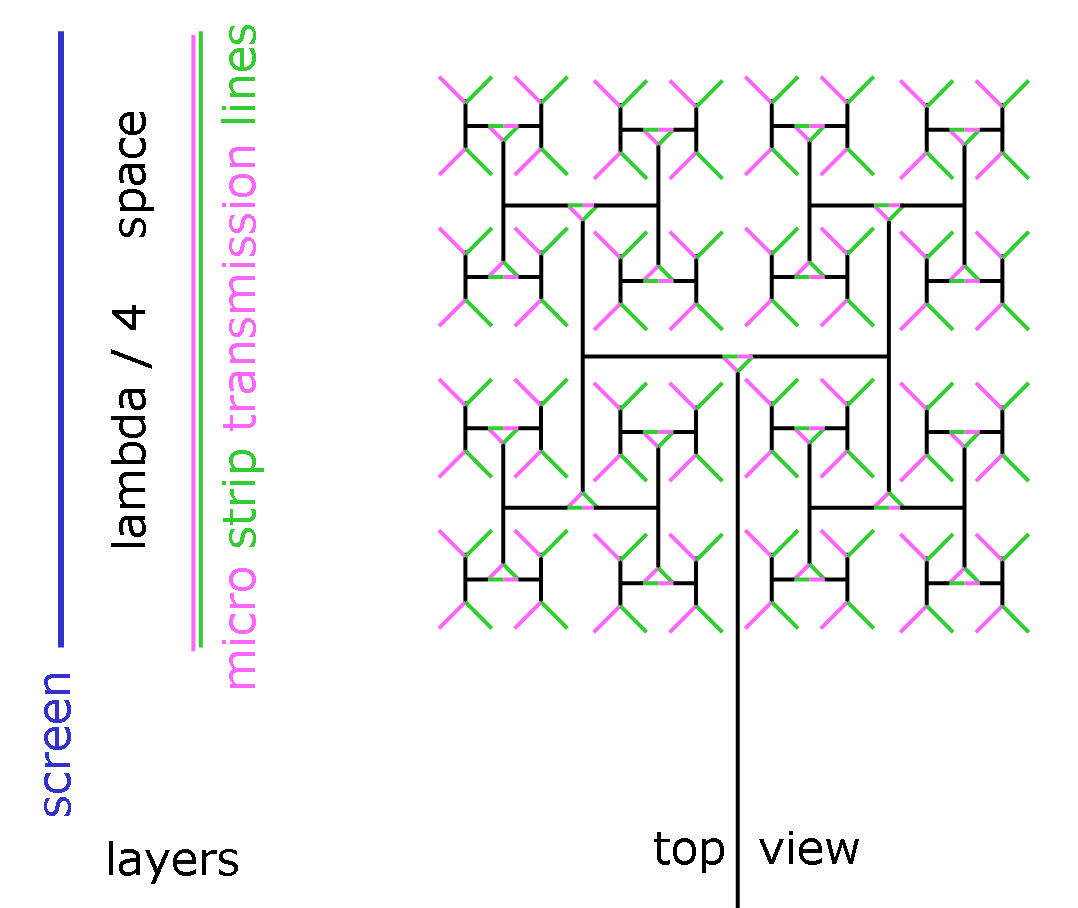
Antenna a microstriscia

Tutti i sistemi satellitari in quanto sistemi di radiocomunicazione sono dotati di antenne nell'interfaccia radio per la trasduzione/irradiazione dei segnali elettrici informativi sotto forma di segnali elettromagnetici per essere trasmessi sul canale radio e presenti sia sui satelliti in orbita per servire la tratta in downlink sia sulle stazioni al suolo per servire le rispettive tratte in downlink e uplink da e verso il satellite. Tipicamente tali antenne sono antenne direttive dovendo esse puntare il suolo terrestre dal satellite solo per determinate aree di interesse con area più o meno estesa e variabile in funzione dell'applicazione o servizio desiderato. L'intersezione del fascio d'antenna di irradiazione e la superficie terrestre determina un'area comunemente detta footprint. Le stazioni al suolo tipicamente usano antenne paraboliche puntate sul satellite di interesse, mentre le antenne sui satelliti possono essere antenne a tromba particolari, phased array, patch antenna ecc.

### Copertura multifascio
Spesso molti sistemi satellitari adottano una copertura spaziale a multifascio di antenna (multibeam) ovvero presentano più antenne direttive trasmissive con rispettivi fasci ciascuno dedicato alla copertura di porzioni di superficie terrestre implementando il riuso di frequenza come per i sistemi cellulari terrestri e aumentando così l'efficienza spettrale del sistema a vantaggio del numero di utenti servibili contrastando al contempo anche l'interferenza tra fasci tramite tipiche coperture a cluster. In tal modo si riesce anche ad evitare di coprire inutilmente porzioni di territorio, come ad esempio la superficie oceanica, non destinate ad usufruire di certi tipi di servizi satellitari ed allo stesso tempo avere fasci a maggiore direttività e quindi con minor potenza in emissione a parità di potenza ricevuta.

### Tecniche di modulazione e multiplexing
La trasmissione satellitare sfrutta due modulazioni differenti a seconda che la trasmissione sia analogica o digitale: le trasmissioni analogiche adottano modulazioni di frequenza (FM) mentre quelle digitali adottano modulazioni di fase quali la modulazione QPSK. Per quanto riguarda la multiplazione in downlink e l'accesso multiplo in uplink sono diffusi meccanismi di tipo TDM/TDMA nella banda di servizio assegnata.

### Bilancio di radiocollegamento
Ovviamente a causa della grande distanza tra satellite e stazione radiobase a terra o i semplici utenti e quindi della forte attenuazione subita dal segnale nel percorso terra-satellite (e viceversa) la potenza in trasmissione sarà necessariamente molto elevata e soggetta ad adeguato dimensionamento tramite il bilancio di radiocollegamento.

### Disturbi di propagazione
Come ogni altra forma di radiocomunicazione una trasmissione satellitare può essere disturbata da eventi atmosferici quali precipitazioni (pioggia, neve, grandine) sul canale radio: tale disturbo aumenta con la frequenza della portante e può portare all'aumento di BER fino all'indisponibilità di servizio in caso di trasmissioni particolarmente critiche (alta frequenza). A causa delle frequenze radio più elevate utilizzate e alle loro caratteristiche di propagazione, le trasmissioni satellitari soffrono molto di più di queste problematiche rispetto ai sistemi di radiodiffusione, telediffusione terrestri e dei sistemi radiomobili cellulari. Al suolo costituiscono disturbi di radiopropagazione satellitari la presenza di montagne o edifici alti (grattacieli) i quali provocano ombreggiamento (shadowing) cioè ostruzione sul segnale lungo la sua linea di vista.

### Collegamenti intersatellitari
Alcuni sistemi satellitari possiedono anche la capacità di mettere in comunicazione tra loro i vari satelliti in orbita di una stessa costellazione con collegamenti inter-satellitari (inter-satellite link) con finalità di ridondanza trasmissiva e tolleranza/robustezza ad eventuali guasti/malfunzionamenti garantendo così maggiori disponibilità di servizio.

### Stazioni al suolo

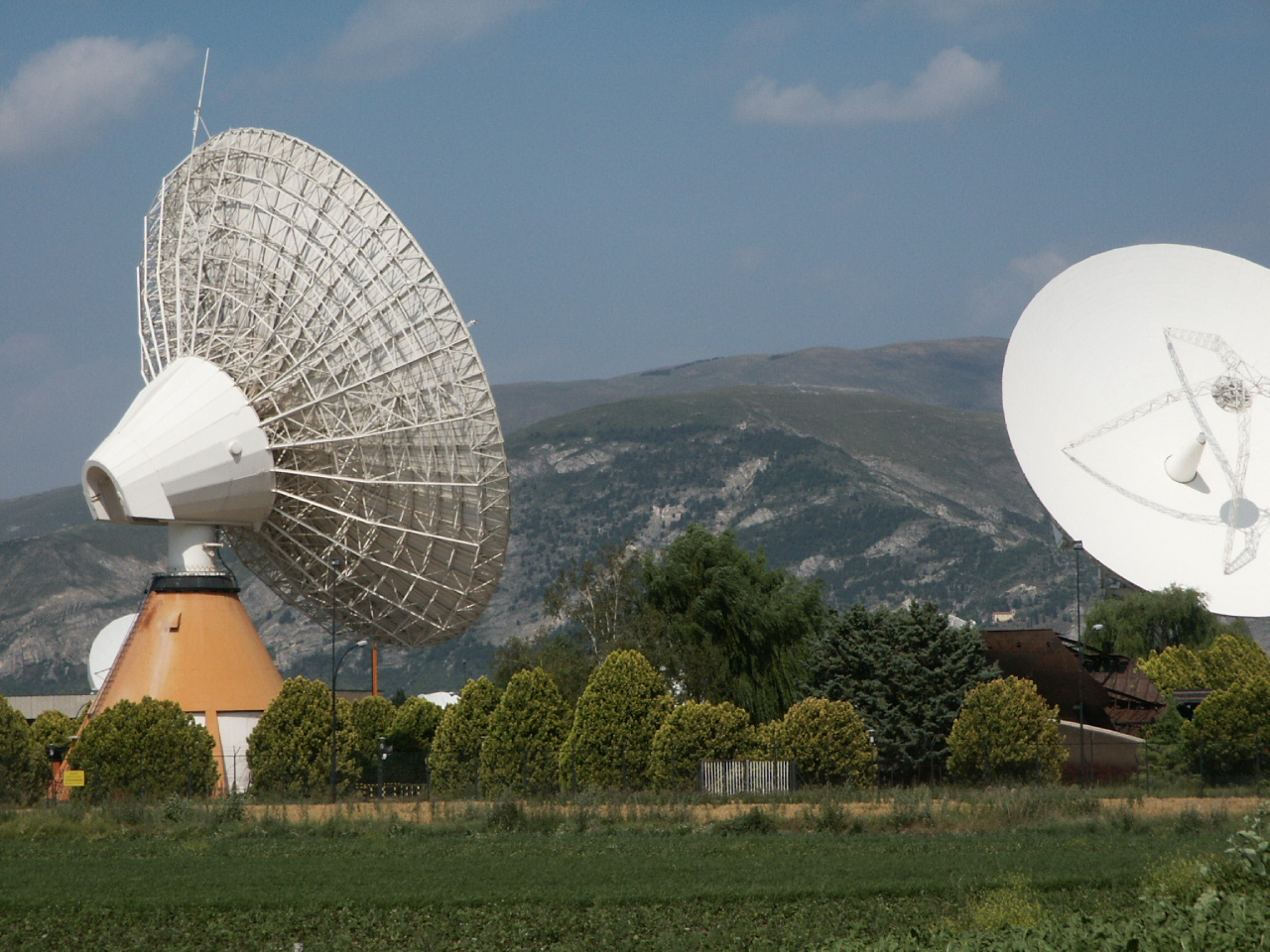
Centro spaziale del Fucino

Tutti i sistemi satellitari devono essere in qualche modo interfacciati e interallacciati con stazioni al suolo per la ricezione di dati in upload dalla superficie terrestre e la ritrasmissione in download verso gli utenti sulla superficie terrestre. In generale le stazioni al suolo possono essere stazioni ricetrasmittenti o più semplicemente stazioni riceventi. In ogni caso esse sono contraddistinte da antenne direttive quali le antenne paraboliche puntate direttamente sul satellite, inseguendolo il più possibile lungo la sua orbita e capaci di sintonizzarsi eventualmente su satelliti diversi di una stessa costellazione al passaggio di questi nel proprio raggio di copertura grazie a procedure di handover satellitare (nel caso di satelliti in orbita non geostazionaria).

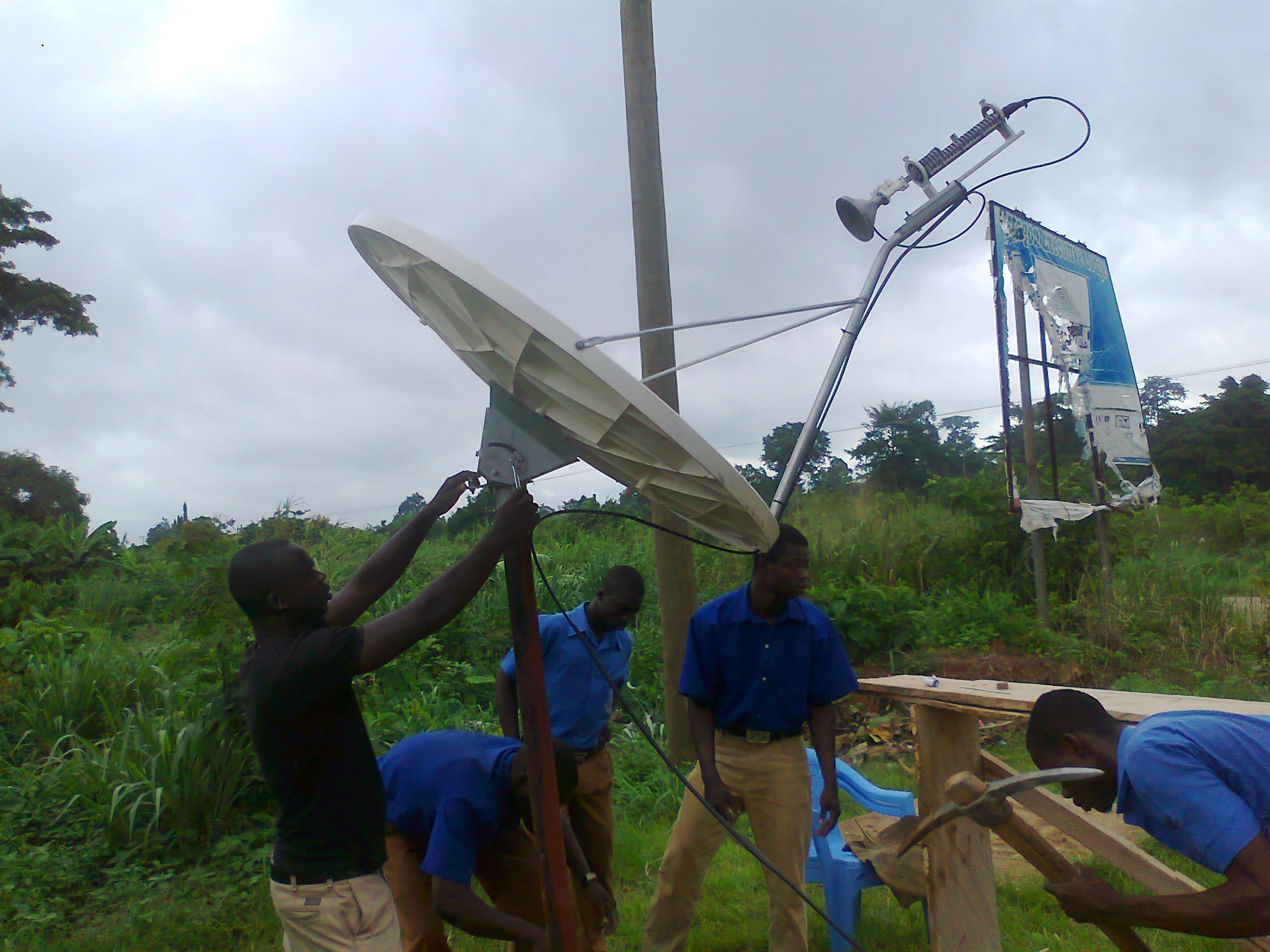
Esempio di sistema VSAT

In particolare in caricamento, cioè durante l'invio dei dati al satellite prima della loro ritrasmissione sulla superficie terrestre, sono spesso necessarie stazioni satellitari a suolo complesse ovvero dei veri e propri centri dedicati di trasmissione e controllo dei satelliti oppure postazioni fisse/mobili satellitari dedicate. In scaricamento, se l'applicazione è destinata a servire un utente qualsiasi, come nel caso della radio, TV, e Internet satellitare, le stazioni riceventi al suolo coincidono con le postazioni di ricezione dell'utente finale (domestiche o private) detti generalmente sistemi VSAT (Very Small Aperture Terminal) (fanno eccezione i telefoni satellitari che hanno semplici antenne filari omnidirezionali connesse in primis a sistemi wireless terrestri oppure ripiegate opportunamente verso il satellite). I satelliti per telerilevamento invece inviano direttamente i dati rilevati ai centri di ricezione ed elaborazione dedicati a terra.
Le stazioni a terra possono essere a loro volta interallacciate a reti di telecomunicazioni terrestri quali ad esempio reti cellulari di telefonia mobile per supplirne eventuali buchi di copertura oppure interallacciate direttamente a reti di trasporto cablate. Uno dei più grandi e importanti centri al mondo per le telecomunicazioni satellitari è il centro di Telespazio nel Fucino: in tali centri si ha controllo/gestione dei satelliti in orbita e gestione dell'aspetto trasmissivo/ricettivo radio in funzione delle specifiche di qualità del servizio offerto.

### Architettura protocollare
Trattandosi a tutti gli effetti di una rete di telecomunicazione il complesso di funzionalità logiche è organizzato in una tipica architettura di rete a strati ovvero con uno stack protocollare ispirato allo standard ISO/OSI a partire dal livello fisico fino al livello applicativo includendo funzionalità di accesso multiplo (livello 2), internetworking (livello 3), trasporto (controllo di trasmissione) (livello 4) e sicurezza (livello 6).

## Servizi/applicazioni delle reti satellitari
I principali servizi e applicazioni offerte da una rete satellitare di telecomunicazioni sono:
- Fonia (Telefonia satellitare)
- Dati (DVB-S ovvero TV satellitare, radio satellitare e Internet satellitare)
- Servizi di radiolocalizzazione e navigazione aerea, navale e terrestre (es. GPS)

### Prestazioni e costi
Le prestazioni delle trasmissioni satellitari, e quindi anche la qualità di servizio offerta agli utenti per i suddetti servizi in termini di banda, cioè dunque velocità di trasmissione almeno per ciò che riguarda i servizi di fonia e trasferimento dati, possono essere anche superiori, ma la banda totale, come accade anche per le reti cellulari, viene poi frazionata tra varie utenze e la velocità effettiva cala notevolmente. Assolutamente negativi e indesiderati sono invece i tempi di latenza notevolmente maggiori con ripercussioni su TCP. Anche i costi imponibili all'utente risultano superiori se paragonati ai servizi offerti da reti cablate su territori attualmente coperti. Ovviamente vale quanto detto precedentemente cioè i costi sarebbero comunque in linea di massima inferiori se paragonati a quelli offerti da eventuali ed equivalenti infrastrutture terrestri dislocate in territori disagevoli o scarsamente abitati.

### Internet satellitare mono e bidirezionale
Nel 2001 sono nate le prime connessioni satellitari bidirezionali, totalmente indipendenti dalla linea telefonica su doppino che in quelle monodirezionali serve per l'upload. Il satellite aveva una banda complessiva di 2 GHz da frazionare fra le varie utenze, oggi con i vari sistemi multiplex ed antenne a spostamento assiale, si riesce a raggiungere coperture e bande più ampie.
Ciò aumenta spazio per nuove e molteplici connessioni con utenze distribuite nel territorio coperto dal satellite.
Bande Ka e Ku sono da riempire con segnali digitali usufruibili da questo tipo di sistema per la trasmissione dati e la navigazione internet.
Il numero di satelliti che possono insistere e geostazionare sopra un'area della Terra era limitato e non incrementabile.
Ad oggi non possiamo più affermare che la banda satellitare sia una risorsa scarsa, infatti, con le nuove tecniche di trasmissione digitali e le relative tecniche di compressione dei dati si sono aperte nuove frontiere a questo tipo di trasmissione al punto da far sorgere progetti che prevedono il passaggio di grandi quantità di dati attraverso la tecnologia digitale satellitare.
A questo tipo di servizio non vengono più attribuite tariffe elevate (rispetto ad un collegamento televisivo via satellite) e ciò ne incentiva un utilizzo laddove necessario, in zone non raggiunte da segnale ADSL o per postazioni internet nomadi.

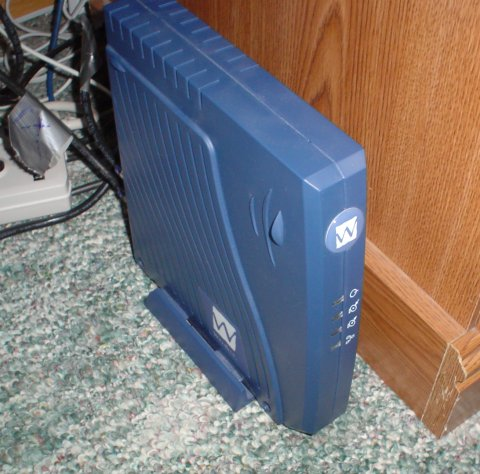
Modem satellitare

Il satellite bidirezionale offre banda maggiore a minor costo: non richiede una tariffa ISDN in quanto non utilizza il doppino (la linea telefonica normale) e fornisce fino a 2 064 kbit in scaricamento (10 240 kbit entro il 2010 con il nuovo satellite) e 512 kbit in upload questo li rende ormai utilizzabili come una qualsiasi rete ADSL con il vantaggio di un'affidabilità e continuità di servizio maggiori. 
Il satellite bidirezionale ha una latenza di almeno 450 ms; un canale aveva 45 megabit di banda (ora multiplexato e compresso raggiunge bande maggiori nell'ordine di 4 volte) e costava 200 000 dollari l'anno. Una banda di 2 megabit, che costava attorno ai 600 euro al mese, costa ora intorno ai 100 euro al mese.
Magellano internet satellitare si aggiunge a Telecom Italia e Netsystem che non sono più allo stato dei fatti gli unici operatori in questo segmento di mercato, a loro si affianca dal 2008 Eutelsat con un sistema satellitare bidirezionale dedicato che non necessita di alcuna connessione terrestre quale linea telefonica o simili, quindi molto meno dispendioso dei sistemi fino ad ora proposti dalla concorrenza. È disponibile lo starter Kit che offre velocità di scaricamento a 10 Mbit/s e in caricamento di 4 Mbit/s